# 賈斯汀·班森
賈斯汀·班森（英語：Justin Benson，1983年6月9日—）是一名美國電影導演、編劇、演員、剪輯師和製片人。他因與創作夥伴亞倫·穆赫德的合作而知名。

## 職業生涯
班森撰寫了2012年廣受好評的恐怖片《最佳基友闖死關》，並與他的電影製作夥伴亞倫·穆赫德共同執導。他們的導演作品還可以在選集電影《索命影帶3》中名為「Bonestorm」的片段中找到，以及2014年的愛情肉體恐怖片《魔物戀人》，班森也是該片的編劇。《魔物戀人》在2014年多倫多國際影展上首映，並得到李察·林克雷特和吉勒摩·戴托羅的公開讚揚。2017年，他與穆赫德一起編劇、共同執導並主演科幻恐怖片《永劫》，該電影在2017年翠貝卡電影節首映。《永劫》於2018年由美國Well Go公司在北美上映。

## 影視作品

### 電影
| 年份 | 標題               | 職務 | 職務 | 職務   | 職務 | 備註                |
| 年份 | 標題               | 導演 | 編劇 | 製片人 | 剪輯 | 備註                |
| ---- | ------------------ | ---- | ---- | ------ | ---- | ------------------- |
| 2012 | 《最佳基友闖死關》 | 是   | 是   | 是     | 是   |                     |
| 2014 | 《索命影帶3》      | 是   | 是   | 是     | 是   | 篇章：「Bonestorm」 |
| 2014 | 《魔物戀人》       | 是   | 是   | 是     | 是   |                     |
| 2017 | 《永劫》           | 是   | 是   | 是     | 是   |                     |
| 2019 | 《藥命時空》       | 是   | 是   | 是     | 是   |                     |
| 2019 | 《午夜之後》       | 否   | 否   | 是     | 否   |                     |
| 2020 | 《她明天死亡》     | 否   | 否   | 是     | 否   |                     |
| 2022 | 《尘中之物》       | 是   | 是   | 是     | 是   |                     |

執行製片人
- 《Things Will Be Different》（2024年）

### 電視
| 年份 | 標題             | 職務 | 職務        | 集數                     |
| 年份 | 標題             | 導演 | 執行 製片人 | 集數                     |
| ---- | ---------------- | ---- | ----------- | ------------------------ |
| 2020 | 《陰陽魔界》     | 是   | 否          | 「8」                    |
| 2022 | 《81號檔案》     | 是   | 否          | 「Terror in the Aisles」 |
| 2022 | 《81號檔案》     | 是   | 否          | 「Spirit Receivers」     |
| 2022 | 《月光騎士》     | 是   | 否          | 「召喚戰服」             |
| 2022 | 《月光騎士》     | 是   | 否          | 「陵墓」                 |
| 2023 | 《洛基》         | 是   | 是          | 「歐羅波洛」             |
| 2023 | 《洛基》         | 否   | 是          | 「打擊布拉德」           |
| 2023 | 《洛基》         | 否   | 是          | 「1893 (Loki)」          |
| 2023 | 《洛基》         | 是   | 是          | 「時變局之心」           |
| 2023 | 《洛基》         | 是   | 是          | 「科學與幻想」           |
| 2023 | 《洛基》         | 是   | 是          | 「光榮使命」             |
| 2025 | 《夜魔俠：重生》 | 是   | 否          | TBA                      |

### 飾演角色
| 年份 | 標題               | 角色                 | 備註                 |
| ---- | ------------------ | -------------------- | -------------------- |
| 2012 | 《最佳基友闖死關》 | 賈斯汀               |                      |
| 2014 | 《索命影帶3》      | Rollerblading marine |                      |
| 2015 | 《屍控2夜情》      | 英俊的警官           |                      |
| 2015 | 《Dementia》       | Nurse Hollings       |                      |
| 2017 | 《永劫》           | 賈斯汀               |                      |
| 2019 | 《午夜之後》       | Shane                |                      |
| 2022 | 《尘中之物》       | Levi                 |                      |
| 2022 | 《拼命呼吸》       | 蓮花、舒緩的瑜珈聲   |                      |
| 2023 | 《洛基》           | John Anglin          | 集數：「科學與幻想」 |

## 外部連結
- 賈斯汀·班森在互联网电影资料库（IMDb）上的資料（英文）